# Kingston, Moray
Kingston eller Kingston-upon-Spey är en by i Moray i Skottland. Byn är belägen 14 km 
från Elgin. Orten har 208 invånare (2001).